# Neolarra penicula
Neolarra penicula là một loài Hymenoptera trong họ Apidae. Loài này được Shanks mô tả khoa học năm 1978.